# Klingon Language Institute
Het Klingon Taalinstituut of KLI is een organisatie van mensen die geïnteresseerd zijn in het bestuderen van de Klingon-taal tlhIngan Hol, een kunstmatige taal uit het Star Trekuniversum. De leden houden zich bezig met taal, cultuur en met het fungeren als klankbord voor discussie en de uitwisseling van ideeën. Het KLI geeft onder andere het kwartaalblad HolQeD uit en heeft ook enkele literaire werken zoals Hamlet uitgegeven in het Klingon.
De leden zijn niet alleen Star Trekfans die nieuwsgierig zijn naar de Klingon taal of er vragen over hebben maar bijvoorbeeld ook spelers van role-playing games die hun Klingon-personage wat natuurgetrouwer willen maken en studenten en professionals uit vakgebieden zoals taalkunde, filosofie, informatica en psychologie die het Klingon zien als een bruikbare metafoor tijdens het lesgeven of die simpelweg zo hun werk en hobby willen combineren.